# هیبرن (آیداهو)
هیبرن(به انگلیسی: Heyburn) شهری در شهرستان مینیدوکا ایالت آیداهو است که جمعیت آن در سرشماری سال ۲۰۱۰ میلادی ۳٬۰۸۹ نفر بوده است.

## موقعیت جغرافیایی
موقعیت جغرافیایی شهرها و مناطق اطراف به شرح زیر است: